# Ludwigshafen-Oppau
Oppau ist ein Stadtteil von Ludwigshafen am Rhein, in dem die BASF 1913 ein weiteres Werk eröffnete. Dadurch wurde aus dem Bauerndorf eine Industriegemeinde, die 1928 mit der Gemeinde Edigheim vereinigt wurde und 1929 das Stadtrecht erhielt. 1938 wurde Oppau nach Ludwigshafen eingemeindet.

## Klima
Der Jahresniederschlag beträgt 550 mm.

## Geschichte
Oppau wurde am 10. Juni 808 in einer Urkunde des Lorscher Codex anlässlich einer Schenkung an das Kloster Lorsch als Opfowa bzw. Opphowa erwähnt. Spätere Namensvarianten sind Oppaw, Opphauus und Oppawin.
Bis zum späten 9. Jahrhundert scheint der Rhein westlich von Oppau geflossen zu sein, sodass der Ort bis zu dieser Zeit rechtsrheinisch lag und nicht wie heute linksrheinisch. Möglicherweise waren die schwerwiegenden Überschwemmungen, von denen die Annales Fuldenses für die Jahre 886 und 889 berichten, Auslöser für diese Änderung des Rheinlaufes.
Am 1. April 1928 wurde die bis dahin selbständige Gemeinde Edigheim eingegliedert und 1929 wurde Oppau zur Stadt erhoben. Im Jahr 1938 wurde Oppau nach Ludwigshafen eingemeindet.
Bei den Luftangriffen auf Ludwigshafen im Zweiten Weltkrieg wurde auch Oppau schwer getroffen.
Am 16. Mai 2015 starb die in Oppau lebende Charlotte Klamroth im Alter von 111 Jahren. Sie war kurzzeitig der älteste Mensch in Deutschland.

## Unfälle

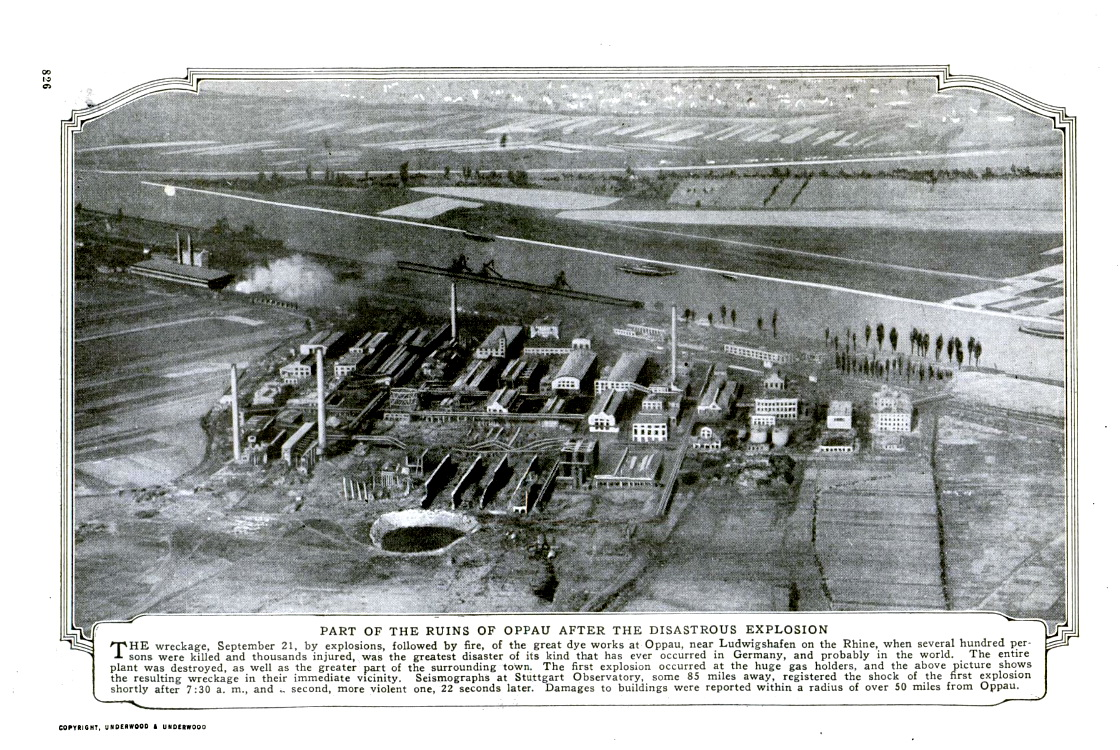
Oppauer Werk nach der Explosion 1921

1914 wurde in Oppau in größter Eile eine Anlage zur Herstellung von Salpeter (Tarnname Weißsalzfabrik) gebaut und am 9. Februar 1915 in Betrieb genommen. Salpeter ist essentiell für die Herstellung von Sprengstoff. 1915 explodierte ein Kontaktofen, der mit Druckluft geprüft wurde, zerstörte die Werkshalle und tötete sieben Mitarbeiter.
Bei der Explosion des Oppauer Stickstoffwerkes am 21. September 1921 im Werksteil Nord der BASF starben 559 Menschen. Dieses Chemieunglück gilt als größte Industriekatastrophe in der deutschen Geschichte. 1922 bis 1925 hatte der Architekt Albert Boßlet die Gesamtleitung für den Wiederaufbau des zerstörten Oppau.
Bei der Kesselwagenexplosion in der BASF am 29. Juli 1948 starben 207 Menschen, darunter zahlreiche Fremdarbeiter. Die Explosion ließ in Oppau zahlreiche Fensterscheiben zerspringen.
Am 23. Oktober 2014 kam es in Edigheim (Stadtteil im Ortsbezirk Oppau) bei Arbeiten an einer 67-Bar-Druckgasleitung zu einer Explosion, die eine 200 Meter hohe Stichflamme in einem Wohngebiet verursachte. Dabei wurden 26 Personen verletzt, ein Bauarbeiter erlag am 12. November seinen Verletzungen. Neben den Verletzten kam es zu zahlreichen Sachbeschädigungen an Häusern, Autos sowie Straßen im Umkreis von rund 300 Metern. Wohnhäuser wurden teilweise unbewohnbar. Neben der Gasleitung befanden sich eine Rohölleitung und eine Glasfaserleitung. Die verlegten Glasfaserkabel wurden bei der Explosion ebenfalls beschädigt, woraufhin in den nördlichen Stadtteilen von Ludwigshafen am Rhein, in Frankenthal und in Worms die Telefonverbindungen ausfielen.

## Politik

### Ortsbeirat
Politisches Gremium für den Ortsbezirk (zu dem auch Edigheim und Pfingstweide gehören) ist der Ortsbeirat Oppau und der Ortsvorsteher. Der Ortsbeirat hat 15 Mitglieder. Er ist zu allen wichtigen, den Ortsbezirk betreffenden Fragen zu hören.
Zur Zusammensetzung des Ortsbeirats siehe die Ergebnisse der Kommunalwahlen in Ludwigshafen am Rhein.

### Ortsvorsteher
Ortsvorsteher von Oppau ist Frank Meier (SPD). Bei einer Stichwahl am 16. Juni 2019 setzte er sich mit einem Stimmenanteil von 62,92 % durch. Diese Wahl war notwendig geworden, nachdem bei der Kommunalwahl am 26. Mai 2019 keiner der ursprünglich drei Bewerber die notwendige Mehrheit erreicht hatte. Meier ist damit Nachfolger von Udo Scheuermann (SPD), der nach über 25 Jahren im Amt nicht erneut kandidiert hatte. Bei der Kommunalwahl am 9. Juni 2024 setzte sich Meier mit einem Stimmenanteil von 57,6 % gegen zwei Mitbewerber durch und wurde damit für weitere fünf Jahre in seinem Amt bestätigt.

## Partnerschaft
Seit 1998 besteht eine durch die BASF initiierte Partnerschaft zwischen Oppau und der französischen Gemeinde Breuil-le-Sec, in der sich ein BASF-Werk befindet. 2008 wurde der Platz vor dem Oppauer Bürgerschaftshaus nach Breuil-le-Sec benannt.

## Kulturdenkmäler

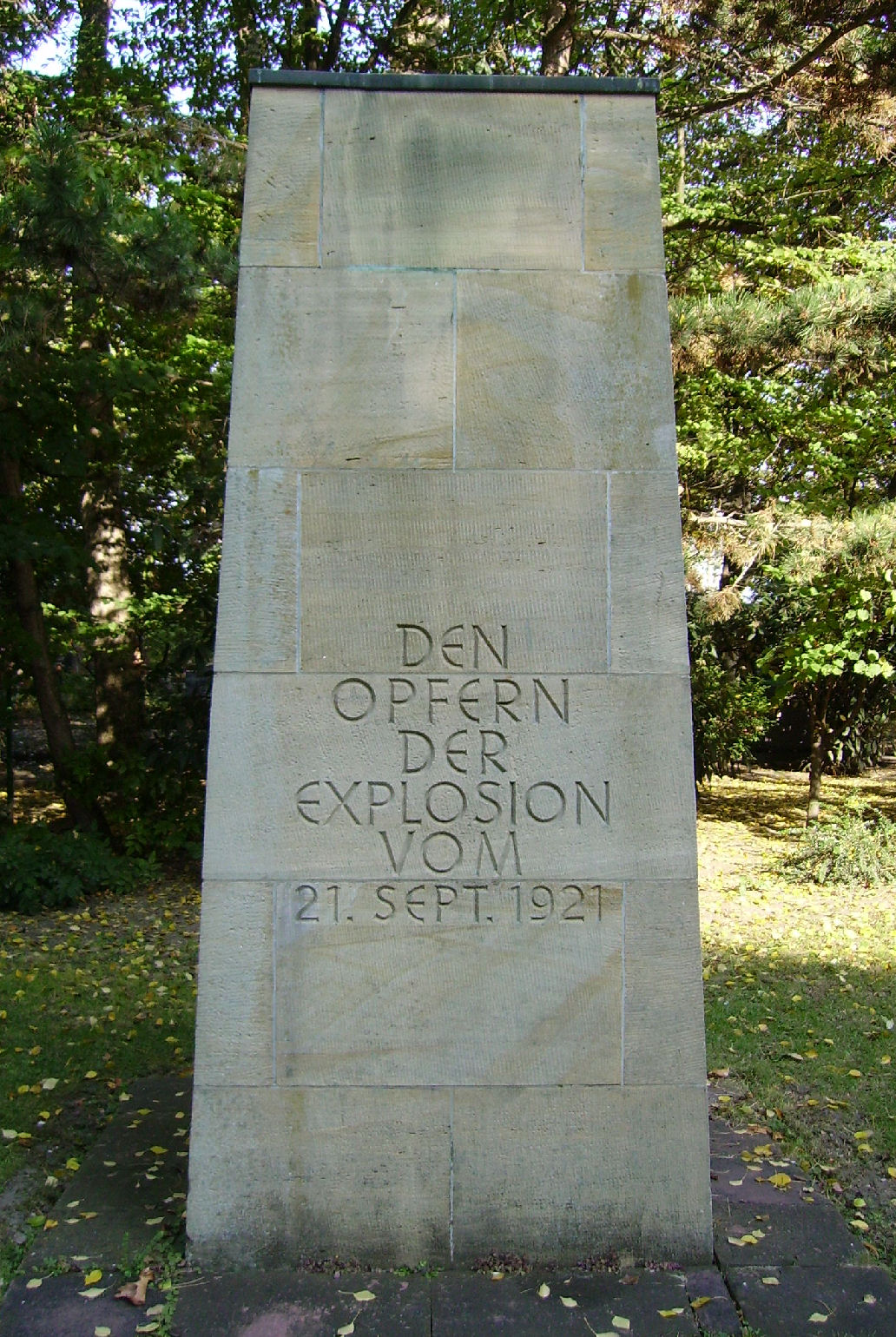
Gedenkstein an die Katastrophe von 1921
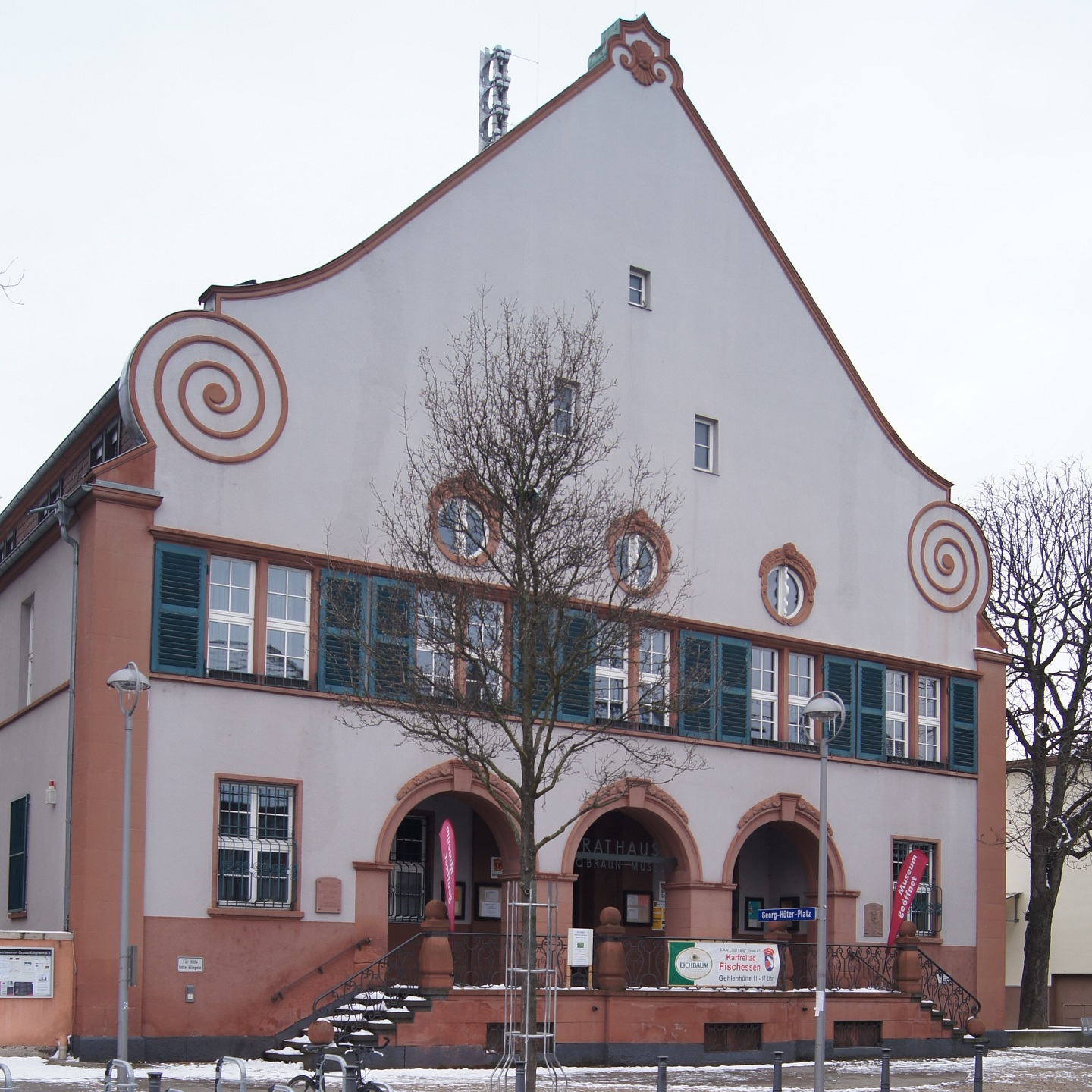
Rathaus in Oppau
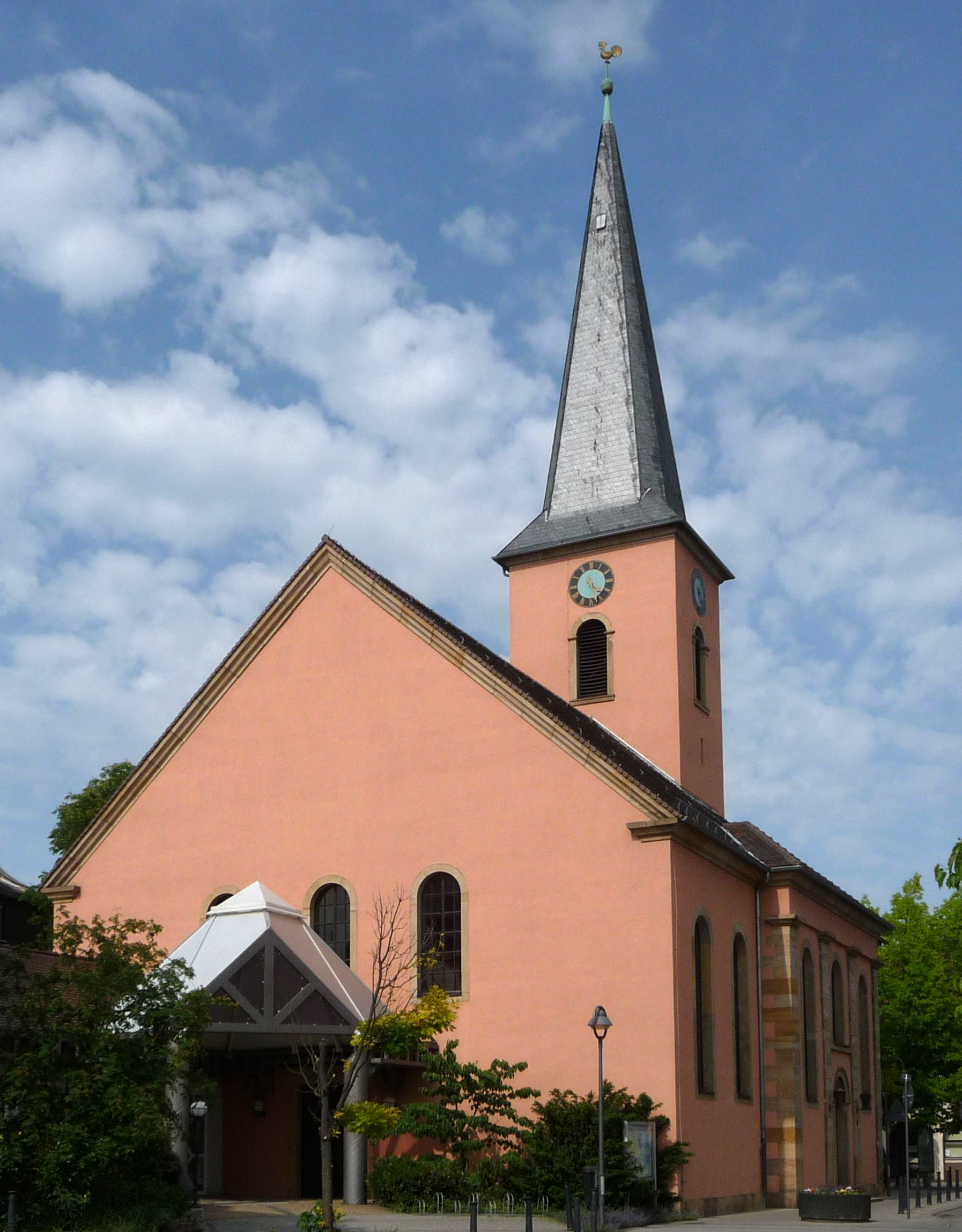
Evangelische Kirche
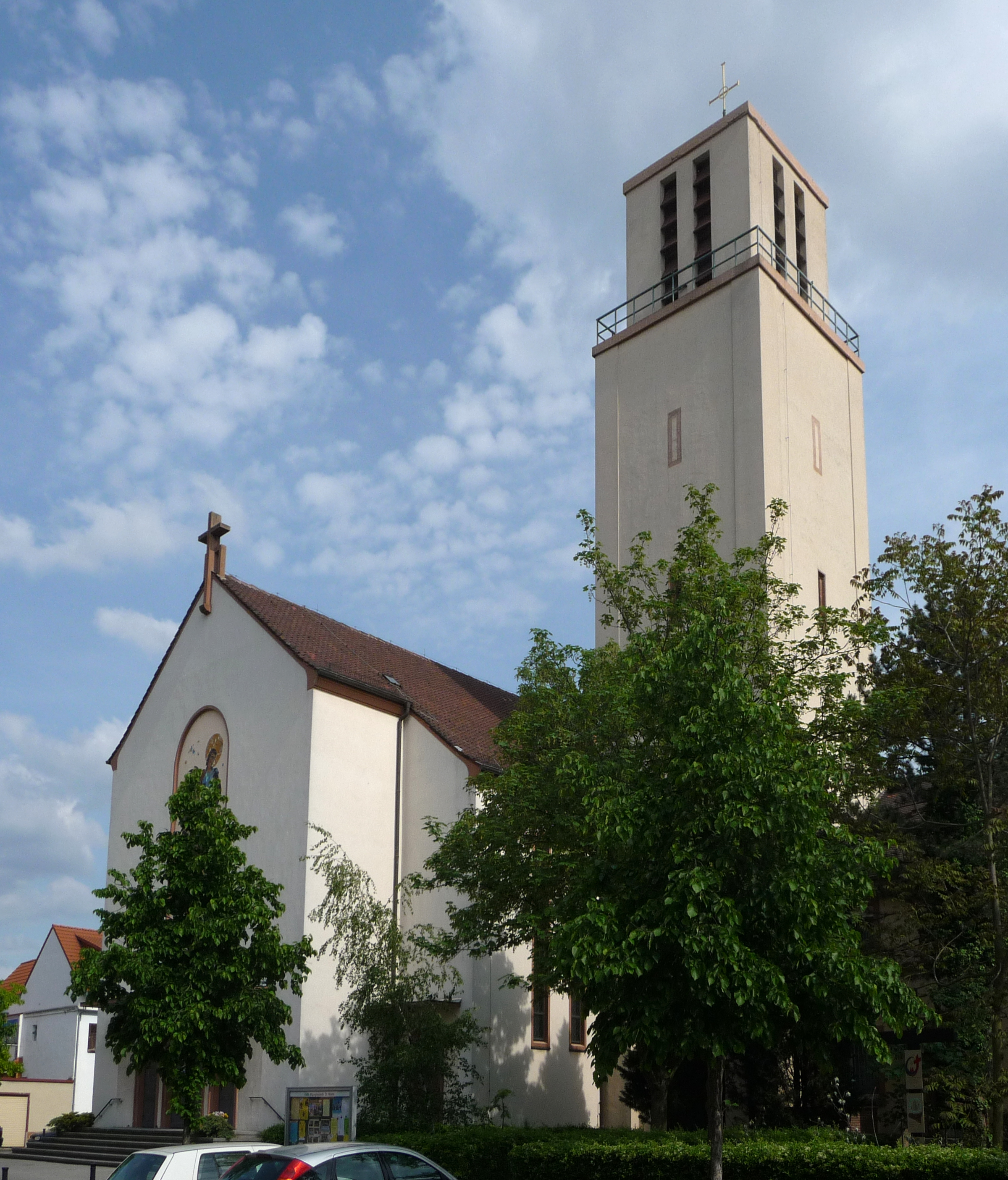
Katholische Kirche

## Karl-Otto-Braun-Museum

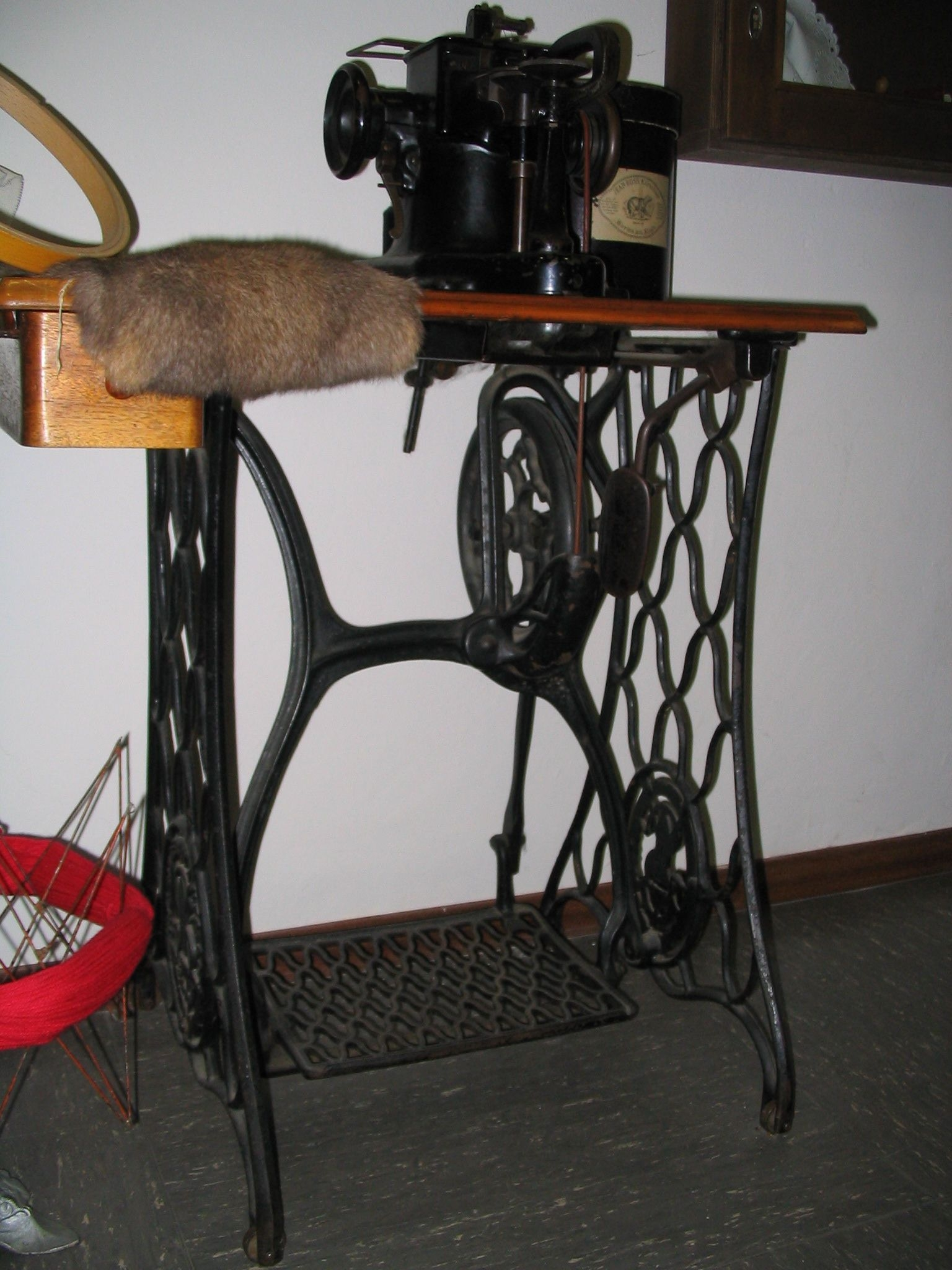
Pelznähmaschine im Museum

Der Lehrer und Heimatforscher Karl-Otto Braun (1873–1953) gründete ein Heimatmuseum, in dem neben einer Dokumentation der Ortsgeschichte, einer geologisch-paläontologischen und archäologischen Sammlung auch Wohnräume und Einrichtungen bürgerlicher und bäuerlicher Wohnkultur sowie landwirtschaftliche Geräte zu sehen sind.

## Verkehr
Von 1891 bis 1939 hatte Oppau Bahnanschluss mit der schmalspurigen Lokalbahn Ludwigshafen–Frankenthal. Noch Ende 1938 war die Umbenennung des Bahnhofs Oppau in Ludwigshafen-Oppau zum Fahrplanwechsel im Mai 1939 verfügt worden, am 14. Mai 1939 wurde der Verkehr eingestellt. 
Oppau wird von den Linien 7 und 8 der Straßenbahn Mannheim/Ludwigshafen bedient.